# جووانی باتیستا پرگولزی
جووانی باتیستا پرگولزی (به ایتالیایی: Giovanni Battista Pergolesi) (زاده ۴ ژانویه ۱۷۱۰ – مرگ ۱۶ مارس ۱۷۳۶) نوازنده ویولن و ارگ و آهنگساز باروک ایتالیایی بود. از معروف‌ترین آثار او اینتر متزوهای اوست که la serva padrona از جملهٔ آنهاست.

## زندگی
جووانی باتیستا پرگولزی در شهر یسی در استان آنکونای امروزی (که در آن زمان بخشی از ایالات پاپی بود) به دنیا آمد و معمولاً با لقب «پرگولزی» شناخته می‌شد. این نام، یک نام خانوادگی است که در زبان ایتالیایی به ساکنان شهر پرگولا در ناحیه مارکه، زادگاه اجداد او، اشاره دارد. پرگولزی پیش از عزیمت به ناپل در سال 1725، موسیقی را در یسی زیر نظر فرانچسکو سانتی، یک موسیقی‌دان محلی، فراگرفت. در ناپل، او زیر نظر استادانی همچون گائتانو گرکو و فرانچسکو فیو به تحصیل ادامه داد. پس از فارغ‌التحصیلی از کنسرواتوار در سال 1731، با اجرای اوراتوریو دو بخشی "La fenice sul rogo, o vero La morte di San Giuseppe" (ققنوس بر آتش، یا مرگ سن جوزف) و درام مقدس سه پرده‌ای "Li prodigi della grazia divina nella conversione e morte di S. Guglielmo duca d'Aquitania" (معجزات فیض الهی در گروش و مرگ سن ویلیام، دوک آکیتن) به شهرت رسید. او بیشتر عمر کوتاه خود را صرف کار برای حامیان اشرافی مانند فردیناندو کولونا، شاهزاده استیلیانو و دومنیکو مارتزیو کارافا، دوک مادالونی کرد.
پرگولزی یکی از مهم‌ترین آهنگسازان پیشگام اپرا بوفا (اپرا کمیک) بود. اپرا سریای او، "Il prigionier superbo"، شامل یک اینترمتزوی بوفای دو پرده‌ای به نام "La serva padrona" (معشوقه خدمتکار، 28 اوت 1733) بود که به تنهایی به اثری بسیار محبوب تبدیل شد. اجرای این اثر در سال 1752 در پاریس، باعث ایجاد "Querelle des Bouffons" (نزاع بازیگران کمیک) شد؛ نزاعی بین طرفداران اپرای جدی فرانسوی، مانند ژان باتیست لولی و ژان فیلیپ رامو، و طرفداران اپرای کمیک ایتالیایی جدید. در طول این نزاع که جامعه موسیقی پاریس را به مدت دو سال دچار اختلاف کرد، پرگولزی به عنوان نمادی از سبک ایتالیایی مورد توجه قرار گرفت.
از دیگر آثار اپرایی پرگولزی می‌توان به اپرا سریای "La Salustia" (1732)، اپرای "Lo frate 'nnamorato" (برادر عاشق، 1732، با متنی به زبان ناپلی)، اپرای "L'Olimpiade" (ژانویه 1735) و اپرای "Il Flaminio" (1735، با متنی به زبان ناپلی) اشاره کرد. تمام اپراهای او، به جز "L'Olimpiade" که اولین بار در رم اجرا شد، در ناپل به روی صحنه رفتند.
پای چپ او نیز قابل مشاهده است که نشانه‌ای از ابتلای او به فلج اطفال در گذشته است